# MacDonald Spur
Der MacDonald Spur ist ein langer und niedriger Gebirgskamm im ostantarktischen Viktorialand. In den Allan Hills erstreckt er sich vom Ballance Peak in östlicher Richtung.
Eine Mannschaft, die 1964 im Rahmen des New Zealand Antarctic Research Program in den Allan Hills tätig war, erkundete ihn. Diese benannte ihn Ivan MacDonald, der dieser Mannschaft als Feldforschungsassistent angehörte.